# John Derek

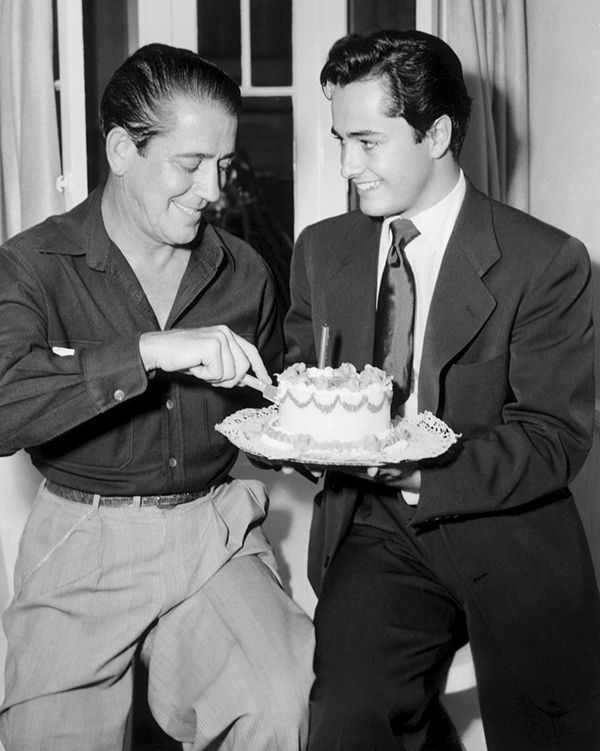
John Derek bei seinem Geburtstag mit seinem Vater (vor 1948 aufgenommen)

John Harris Derek, geboren als Derek Delevan Harris (* 12. August 1926 in Hollywood, Kalifornien; † 22. Mai 1998 in Santa Maria) war ein US-amerikanischer Schauspieler, Filmregisseur, Drehbuchautor und Kameramann, der auch durch seine Ehen mit den Schauspielerinnen Ursula Andress, Linda Evans und Bo Derek Bekanntheit erlangte.

## Biografie
Als Derek Delevan Harris in Hollywood, Kalifornien geboren, folgte er schon früh seinen Eltern, dem Schauspieler und Regisseur Lawson Harris (1897–1948) und der Schauspielerin Dolores Johnson (1903–1957), ins Filmgeschäft. Sein Agent Henry Willson gab ihm zunächst den Künstlernamen Dare Harris, unter dem er bei seinen ersten Filmen auftrat. Sein Schauspieldebüt erfolgte 1944 im Teenageralter in dem Filmdrama Ich werde dich wiedersehen. Erstmals größere Bekanntheit brachten ihm zwei Klassiker des Jahres 1949 von Columbia Pictures, der Firma, bei der er unter Vertrag stand: Vor verschlossenen Türen an der Seite Humphrey Bogarts und Der Mann, der herrschen wollte neben Broderick Crawford. Es war Bogart, der ihm den Künstlernamen John Derek gab, und ihn für die Rolle eines jungen, uneinsichtigen Verbrechers in Vor verschlossenen Türen verpflichtete. 
Seine Filmkarriere erreichte in den 1950er-Jahren seinen Höhepunkt. Derek spielte in zwei Klassikern des Monumentalfilms: als Joshua in Die zehn Gebote (1956) und als Taha, der brüderlichen Freund von Paul Newmans Hauptfigur, in Exodus (1960), diese Filme bildeten den Gipfel seiner Schauspielkarriere. Derek spielte auch mehrfach schwierige oder schurkenhafte Charaktere, so als Lincoln-Mörder John Wilkes Booth in König der Schauspieler und als junger Bandit im Western Im Schatten des Galgens an der Seite von James Cagney. Trotz durchaus beeindruckender Darstellungen und massenhafter Publicity durch die Filmzeitschriften, rutschte der junge Schönling allmählich auf die B-Filmschiene ab. Er trat in Dutzenden Western- und Abenteuerfilmen auf sowie in der Westernserie Frontier Circus. 
Derek zog sich in den 1960er-Jahren immer mehr aus dem für ihn unbefriedigenden Schauspielergeschäft zurück und konzentrierte sich darauf, als talentierter Photograph seine jeweiligen Ehefrauen für den Playboy und als Regisseur in seinen Filmen in Szene zu setzen. Als Filmregisseur erzielte Derek jedoch nur eingeschränkt Erfolge. Sein Regiedebüt gab er 1965 mit dem Kriegsfilm Einmal noch – bevor ich sterbe. Bis 1990 folgten neun weitere Produktionen. Im Jahr 1981 drehte er Tarzan – Herr des Urwalds, bei dem seine vierte und letzte Ehefrau Bo Derek die weibliche Hauptrolle übernahm. Auch sein letzter Film Mein Geist will immer nur das Eine … wartete mit ihr in der Hauptrolle auf. Für diesen Film wurde er als Schlechtester Regisseur mit der Goldenen Himbeere ausgezeichnet. Diesen Negativpreis hatte er bereits 1985 in zwei Kategorien für Ekstase erhalten.
Derek war insgesamt viermal verheiratet; alle Frauen waren als Schauspielerinnen im Filmgeschäft tätig. Von 1951 bis 1957 dauerte seine erste Ehe mit Pati Behrs (1922–2004), der Großnichte Leo Tolstois und Mutter seiner beiden Kinder Russell und Sean. Im selben Jahr heiratete er Ursula Andress, die Ehe hielt bis 1966. Zwei Jahre später begann die Ehe mit Linda Evans, diese endete 1974. Seine letzte Ehe mit der damals 18-jährigen Bo Derek hielt von 1974 bis zu seinem Tod, als er 1998 an Herzversagen im Marian Medical Center verstarb. Für seine Leistungen ehrte man ihn bereits 1960 mit einem Stern auf dem Hollywood Walk of Fame.

## Filmografie (Auswahl)
Als Schauspieler
- 1944: Als du Abschied nahmst (Since You Went Away)
- 1944: Ich werde dich wiedersehen (I'll Be Seeing You)
- 1947: Mord in Ekstase (A Double Life)
- 1949: Vor verschlossenen Türen (Knock on Any Door)
- 1949: Der Mann, der herrschen wollte (All the King's Men)
- 1950: Robin Hoods Vergeltung (Rogues of Sherwood Forest)
- 1951: Der Rächer von Casamare (Mask of the Avenger)
- 1951: Ein Held für zwei Stunden (Saturday's Hero)
- 1952: Skandalblatt (Scandal Sheet)
- 1952: Feuertaufe Invasion (Thunderbirds)
- 1953: Piraten an Bord (Prince of Pirates)
- 1953: Stunde der Abrechnung (Ambush at Tomahawk Gap)
- 1953: Der letzte Suchtrupp (The Last Posse)
- 1954: Brandmal der Rache (The Outcast)
- 1954: Die Tochter des Kalifen (The Adventures of Hajji Baba)
- 1955: König der Schauspieler (Prince of Players)
- 1955: Im Schatten des Galgens (Run for Cover)
- 1956: Tag der Entscheidung (The Leather Saint)
- 1956: Die zehn Gebote (The Ten Commandments)
- 1956: Sturm über Persien (Omar Khayyam)
- 1957: Der Korsar vom roten Halbmond (Il corsaro della mezzaluna)
- 1957: Der Rächer wartet schon (Fury at Showdown)
- 1957: Frauen, die uns nachts begegnen (The Flesh Is Weak)
- 1958: Zügellos (High Hell)
- 1959: Wolgaschiffer (I battellieri del Volga)
- 1960: Exodus
- 1965: Hetzjagd in Ketten (Nightmare in the Sun)
- 1966: Einmal noch – bevor ich sterbe (Once Before I Die)

Als Regisseur, Drehbuchautor und Kameramann
- 1965: Hetzjagd in Ketten (Nightmare in the Sun) nur Regie
- 1966: Einmal noch – bevor ich sterbe (Once Before I Die) nur Regie
- 1981: Fantasies
- 1981: Tarzan – Herr des Urwalds (Tarzan, The Ape Man)
- 1984: Ekstase (Bolero)
- 1990: Mein Geist will immer nur das Eine … (Ghosts Can't Do It)